# Amazonides putrefacta
Amazonides putrefacta là một loài bướm đêm trong họ Noctuidae.